# جاي بريدغر
جاي بريدغر (بالإنجليزية: Jay Bridger)‏ هو سائق سباق بريطاني، ولد في 23 سبتمبر 1987 في كنت في المملكة المتحدة.

## وصلات خارجية
- جاي بريدغر على موقع DriverDB.com (الإنجليزية)